# جون ويك 5
جون ويك الفصلُ الخامس (بالإنجليزية: John Wick: Chapter 5)‏ هو تكملة لفيلم جون ويك 4 والجزء الخامس من سلسلة أفلام جون ويك سيتم إنتاجه بين فترة 2026 إلى 2027. وهو فيلم أكشن وحركة نيو-نوار و جريمة من إخراج تشاد ستاهيلسكي وكتابة ديريك كولستاد وإنتاج باسيل إيوانيك وديفيد ليتش وبطولة كيانو ريفز وإيان ماكشين وكومن وروبي روز وجون ليجويزامو وفنسنت دراج ولورنس فيشبورن وهالي بيري ومن إنتاج ليونزغيت إنترتينمنت وفوجي فيلم، من المقرر البدء في العمل على الفيلم في 12 أكتوبر 2023-2024.
أصدرت شركة ليونزغيت تحديثاً في 27/05/2023 أعلنت فيه ليونزغيت رسميًا أن فيلم جون ويك 5 قيد التطوير وهو في مراحله الإنتاجية الأولى.
حيث سيتم ضم فيلم باليرينا إلى السلسلة ولاكن كجزء فرعي.

## روابط خارجية
لم يتم العثور على روابط لمواقع التواصل الاجتماعي.